# رویروس
 مرکز اداری شهرداری رویروس در شهرستان تروندلاگ، نروژ است. این شهر در امتداد رودخانه هیتلوا و در امتداد خط ریلی روورسبانن، در حدود ۱۰ کیلومتری (۶٫۲ مایل) جنوب روستای گلموس و در همان فاصله از شمال روستای گلاماس در استان همجوار هیدارک واقع شده‌است. مساحت این شهر ۳٫۱۹ کیلومتر مربع (۷۹۰ هکتار) و دارای جمعیت (۲۰۱۸) ۳٬۸۶۵ نفر و تراکم جمعیت ۱۲۱۲ نفر جمعیت در هر کیلومتر مربع (۳٬۱۴۰ متر مربع).
شهر معدنی رویروس که بعضاً یا عنوان Bergstaden نامیده می‌شود به دلیل معدن تاریخی مس ، به معنای «شهر سنگی» است. این شهر یکی از دو شهر در نروژ که در طول تاریخ به عنوان یک bergstad یا «شهر معدن» تعیین و تعریف شده بود، که با شهر نقره کونگسبر همراه با است. این شهر به واسطه دارا بودن معدن پیش‌تر از حقوق ویژه‌ای به عنوان یک شهر معدنی کمی متفاوت از سایر شهرهای نروژ برخوردار بود
ساکنان امروزی رویروس هنوز در ساختمان‌های مشخص قرن هفدهم و هجدهم کار و زندگی می‌کنند که منجر به معرفی آن به عنوان میراث جهانی یونسکو در سال ۱۹۸۰ شده‌است. رویروس حدود ۸۰ خانه چوبی دارد که بیشتر آنها در اطراف حیاط‌ها ایستاده‌اند.
بسیاری از ساختمان‌ها نمای تیره خود را حفظ می‌کنند و ظاهری قرون وسطایی به این شهر می‌بخشند. همچنین دو کلیسا در این شهر وجود دارد. کلیسای بزرگ و تاریخی روس و کلیسای رویروس چاپل که نسبتاً جدید است.

## نگارخانه

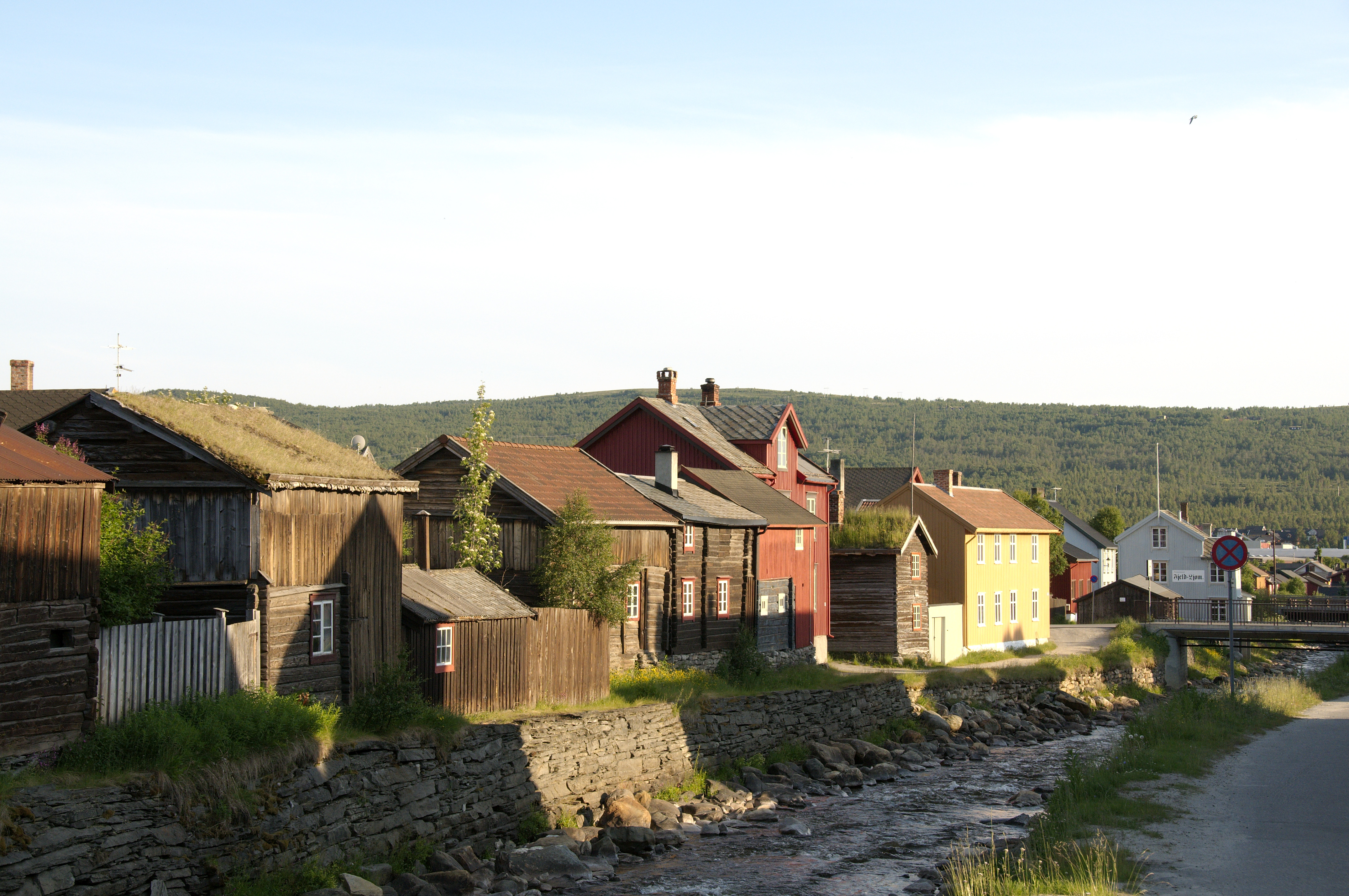
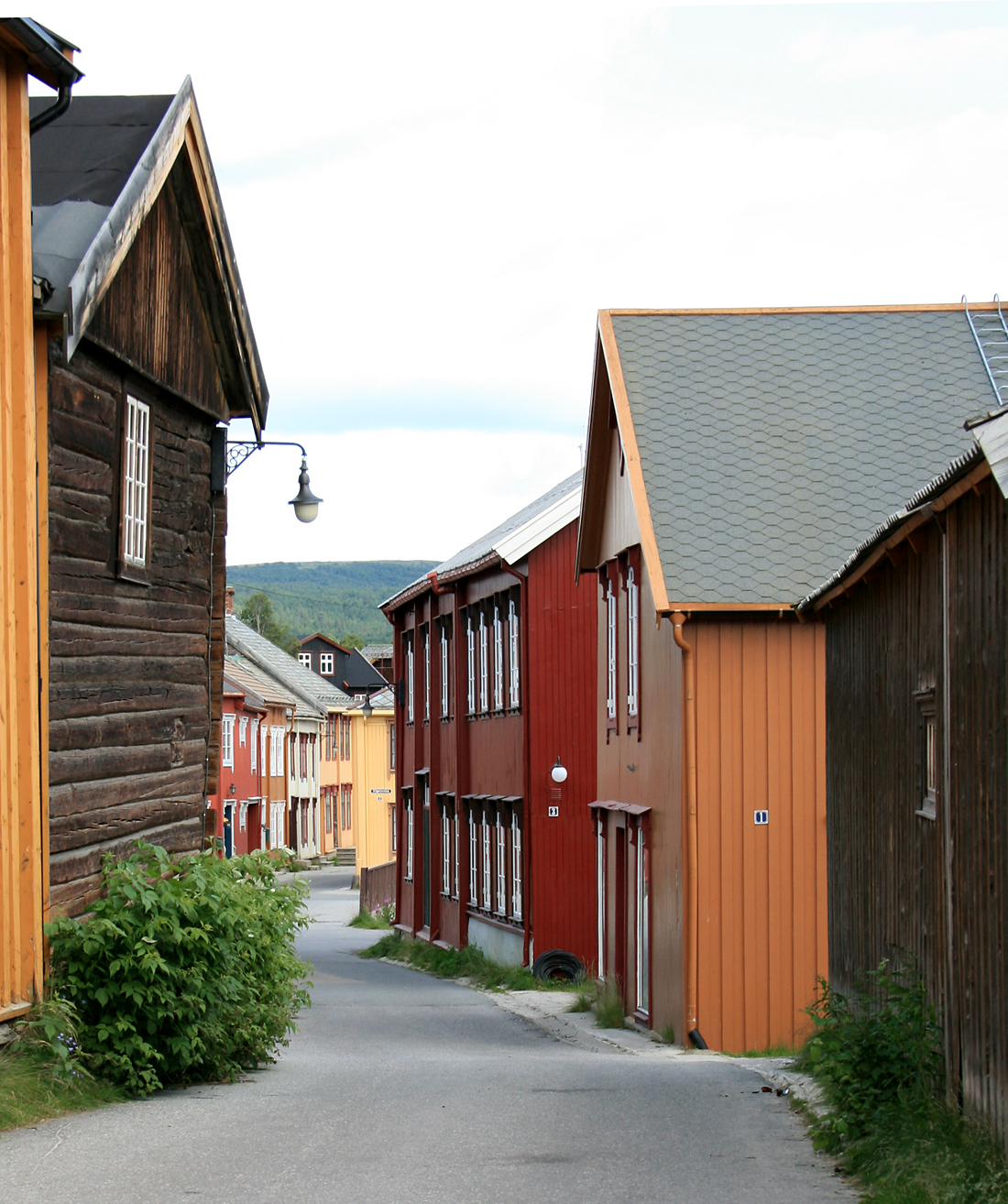
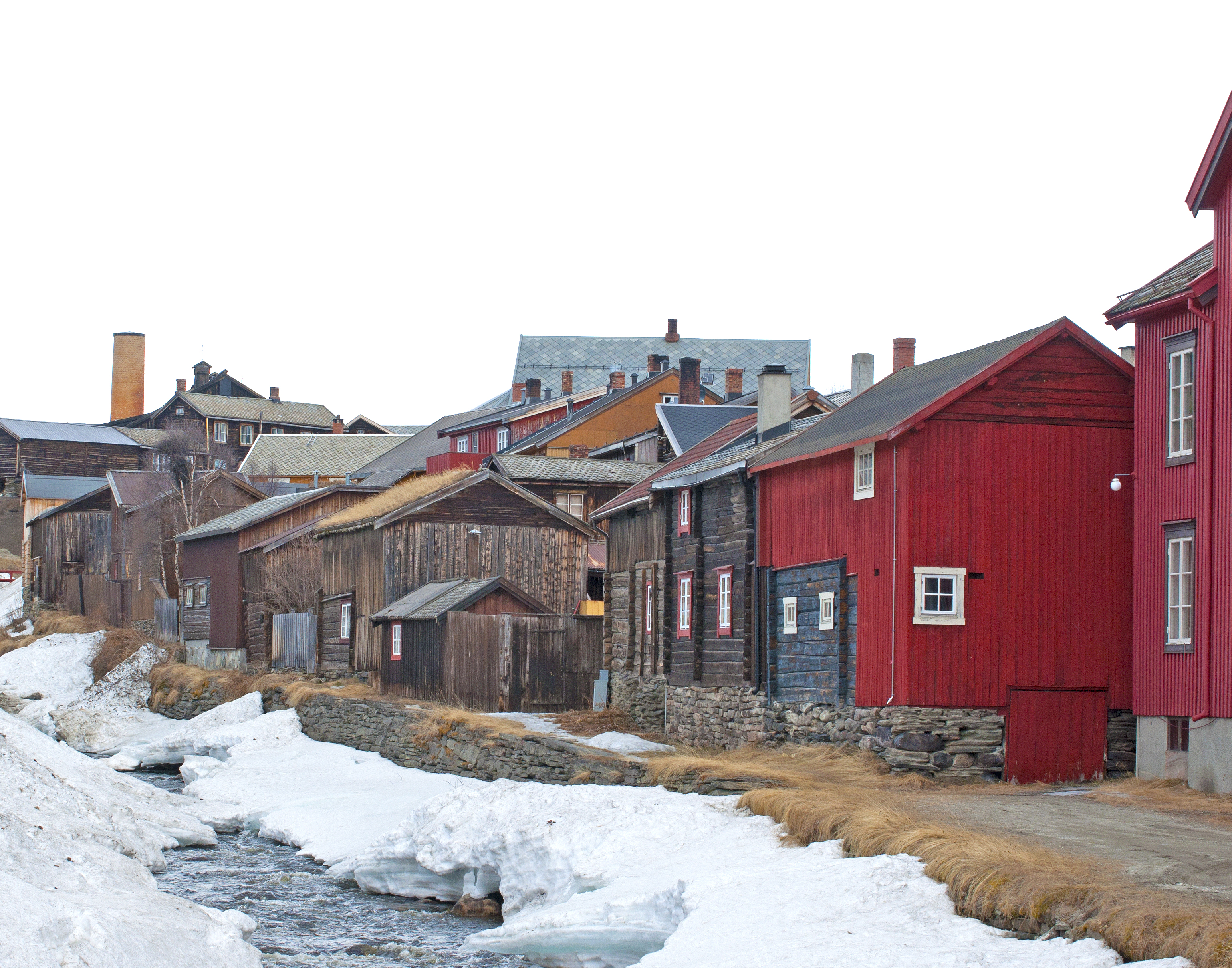
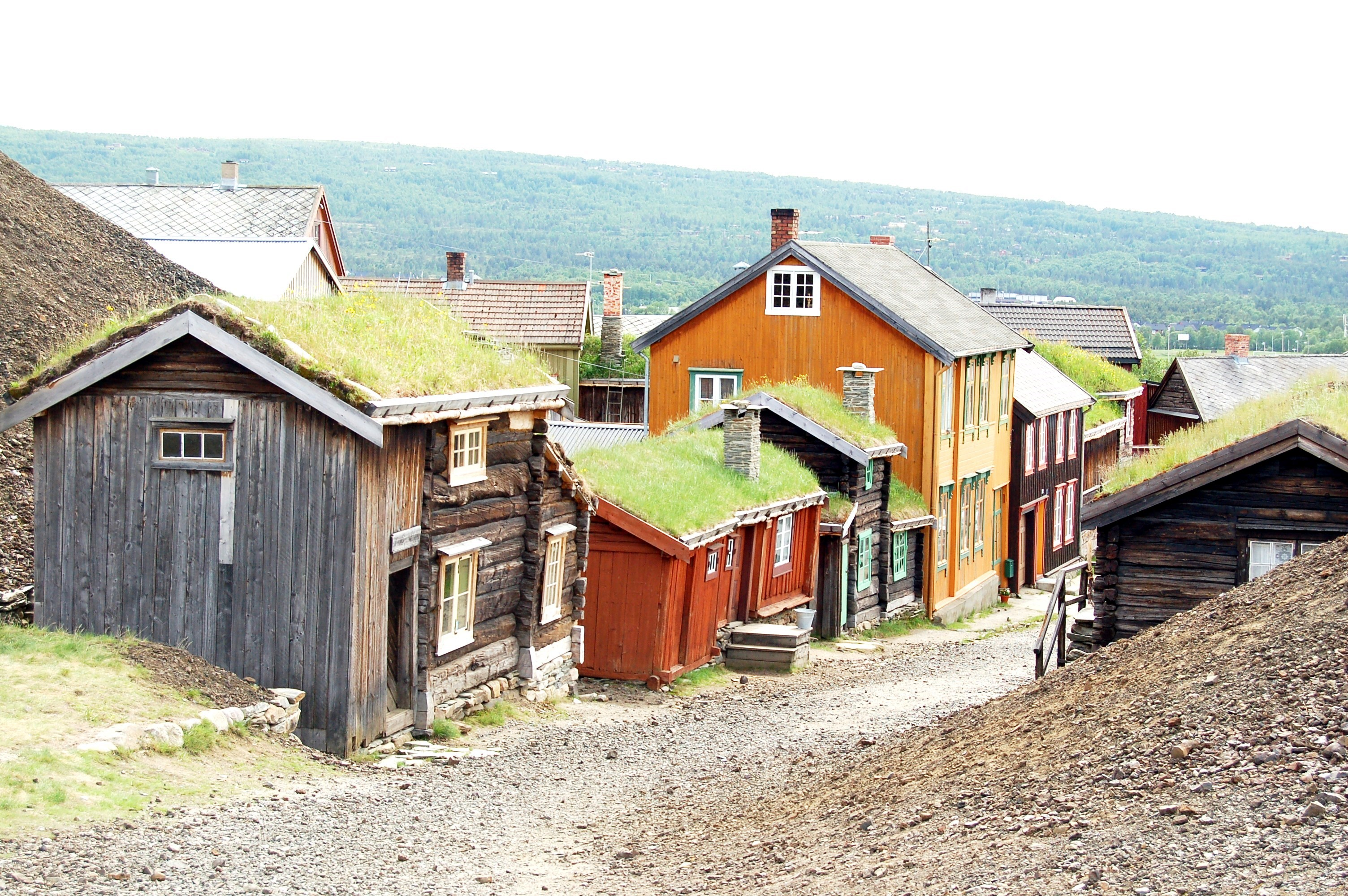
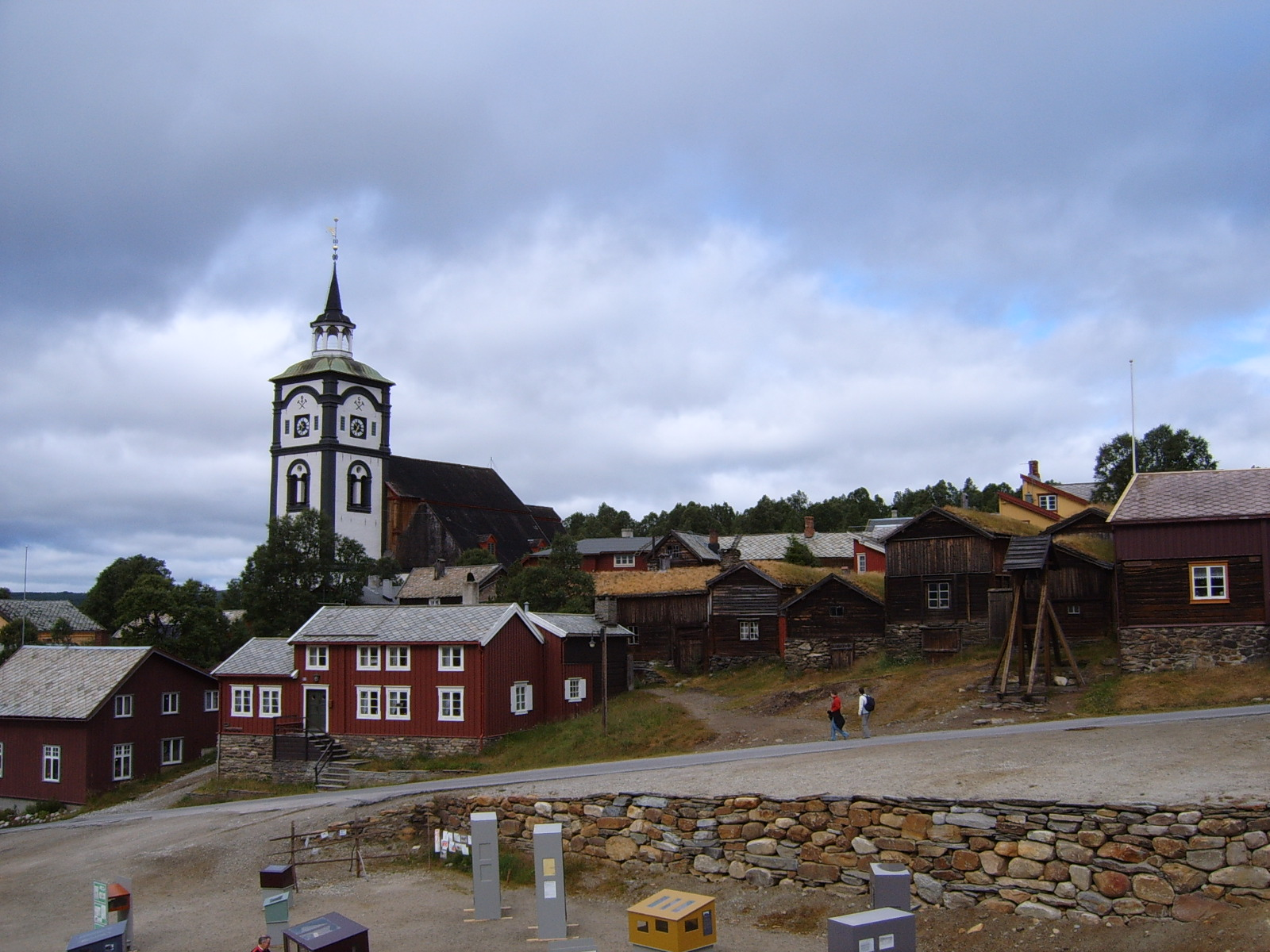
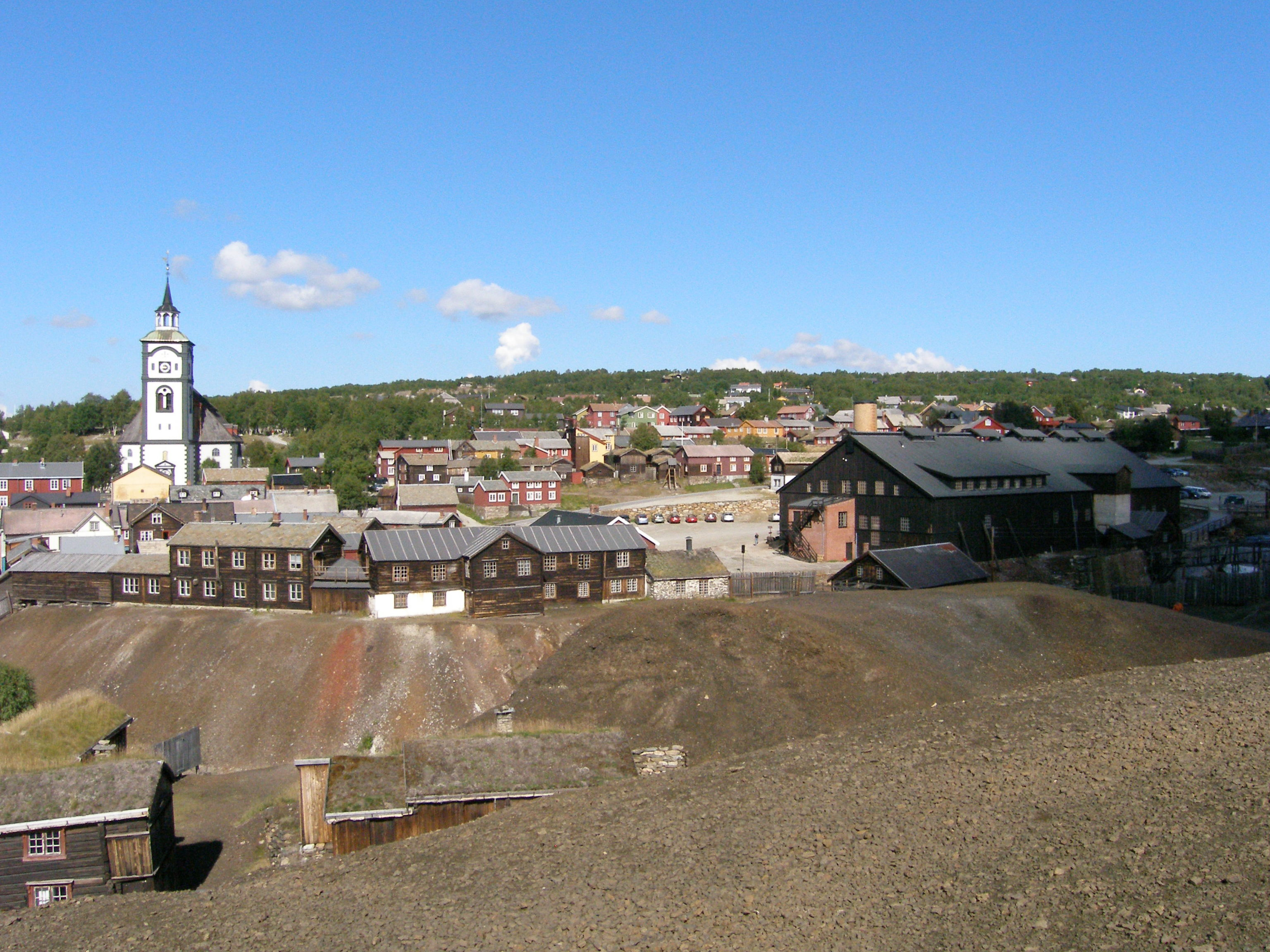
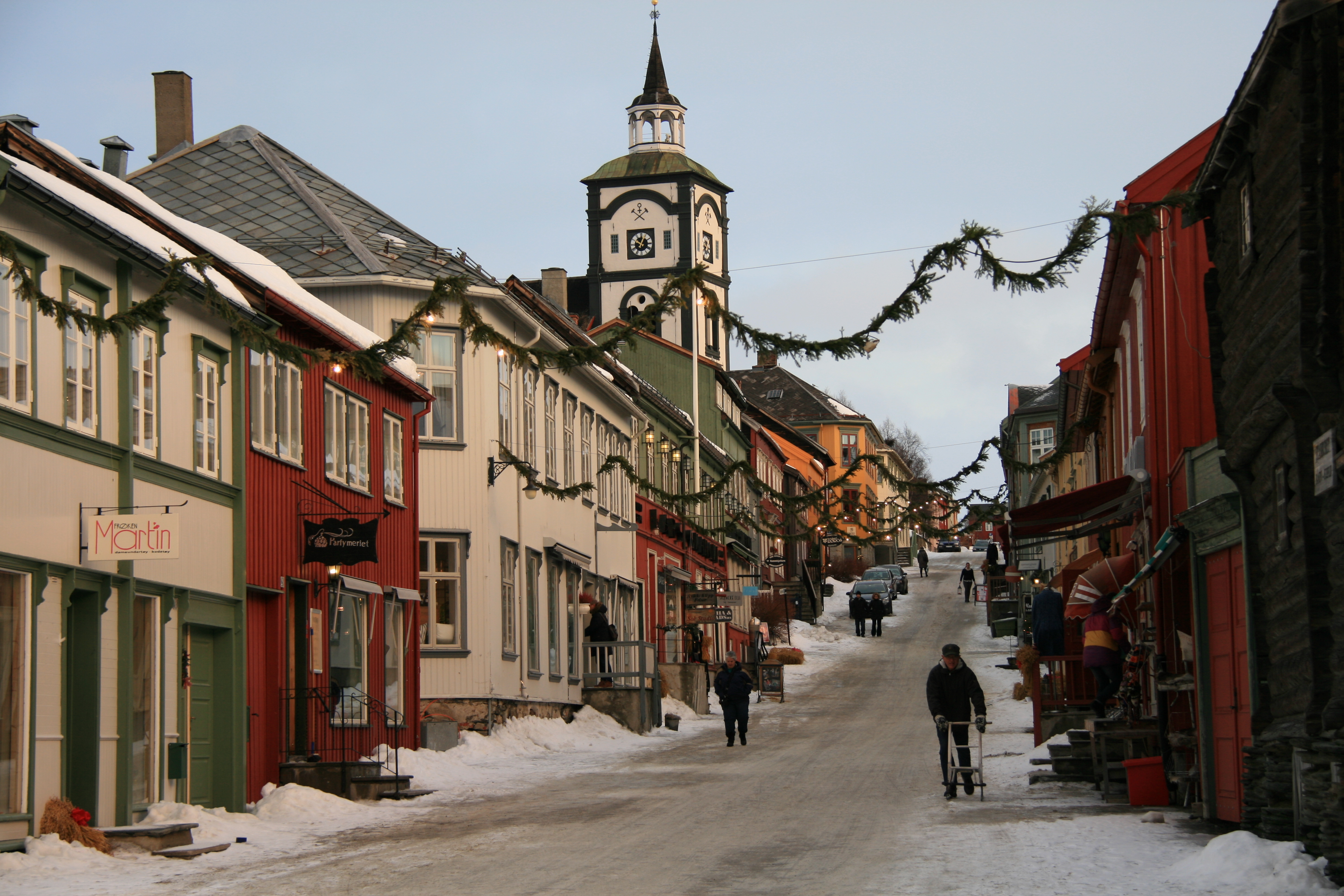
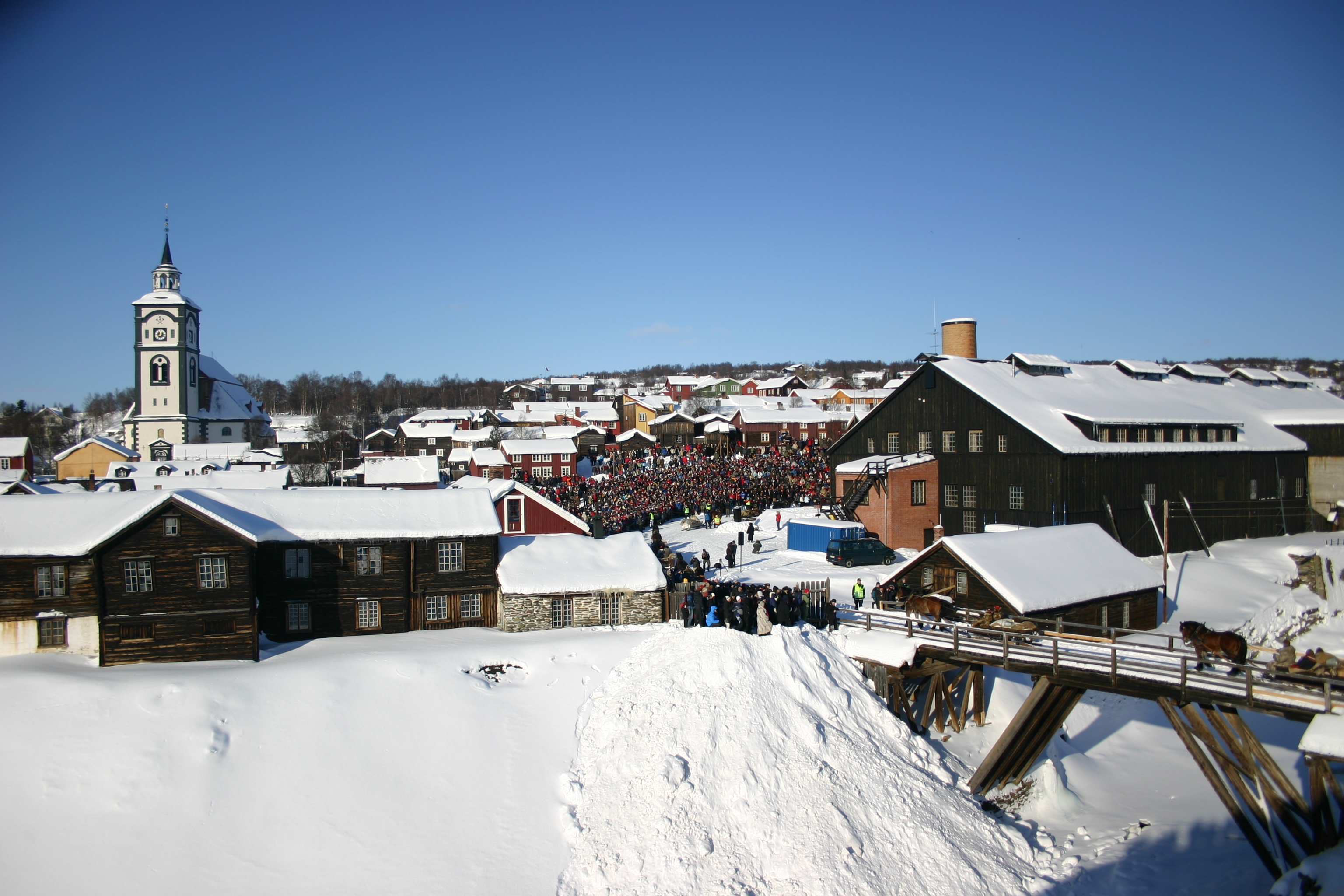
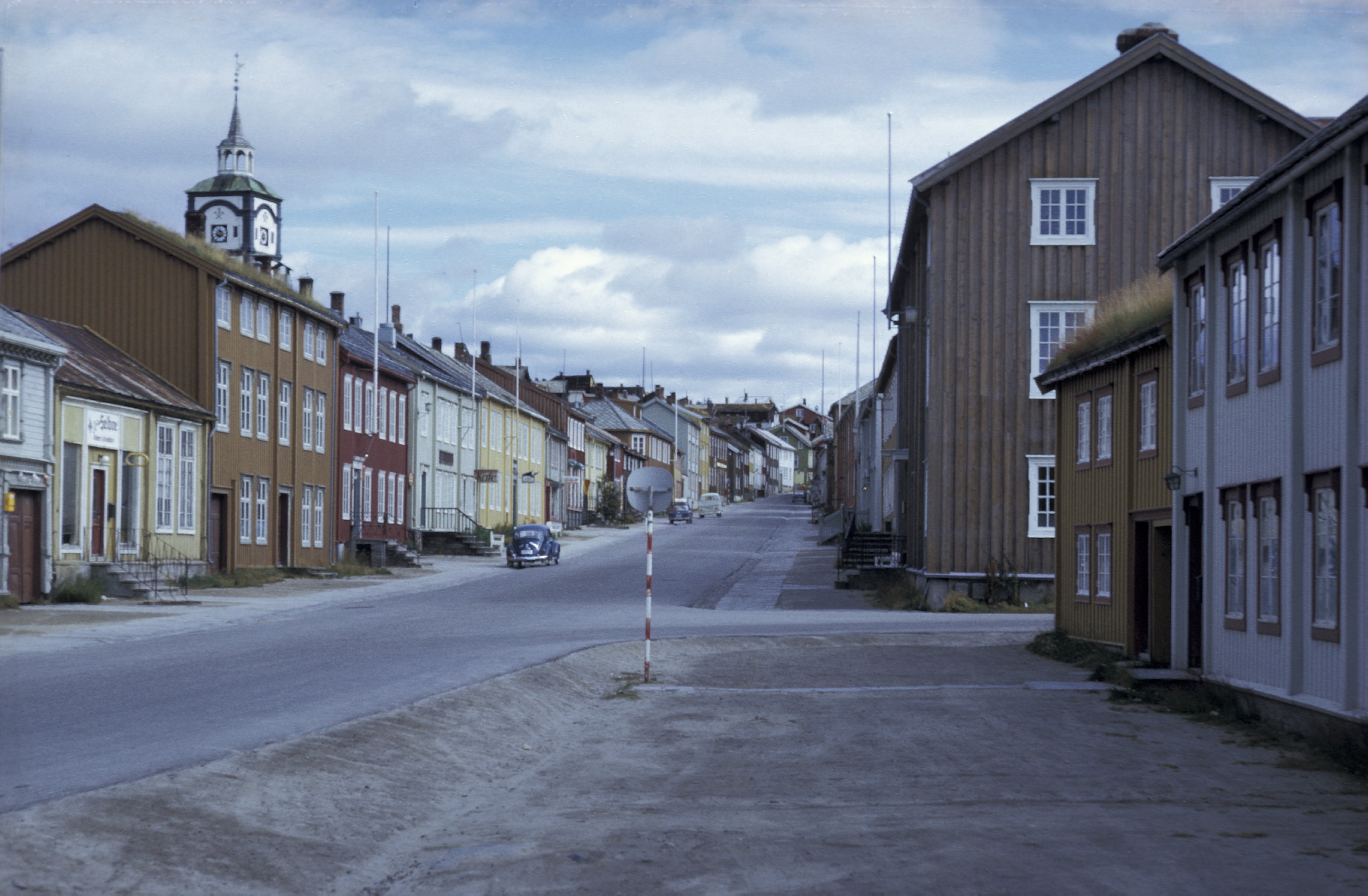
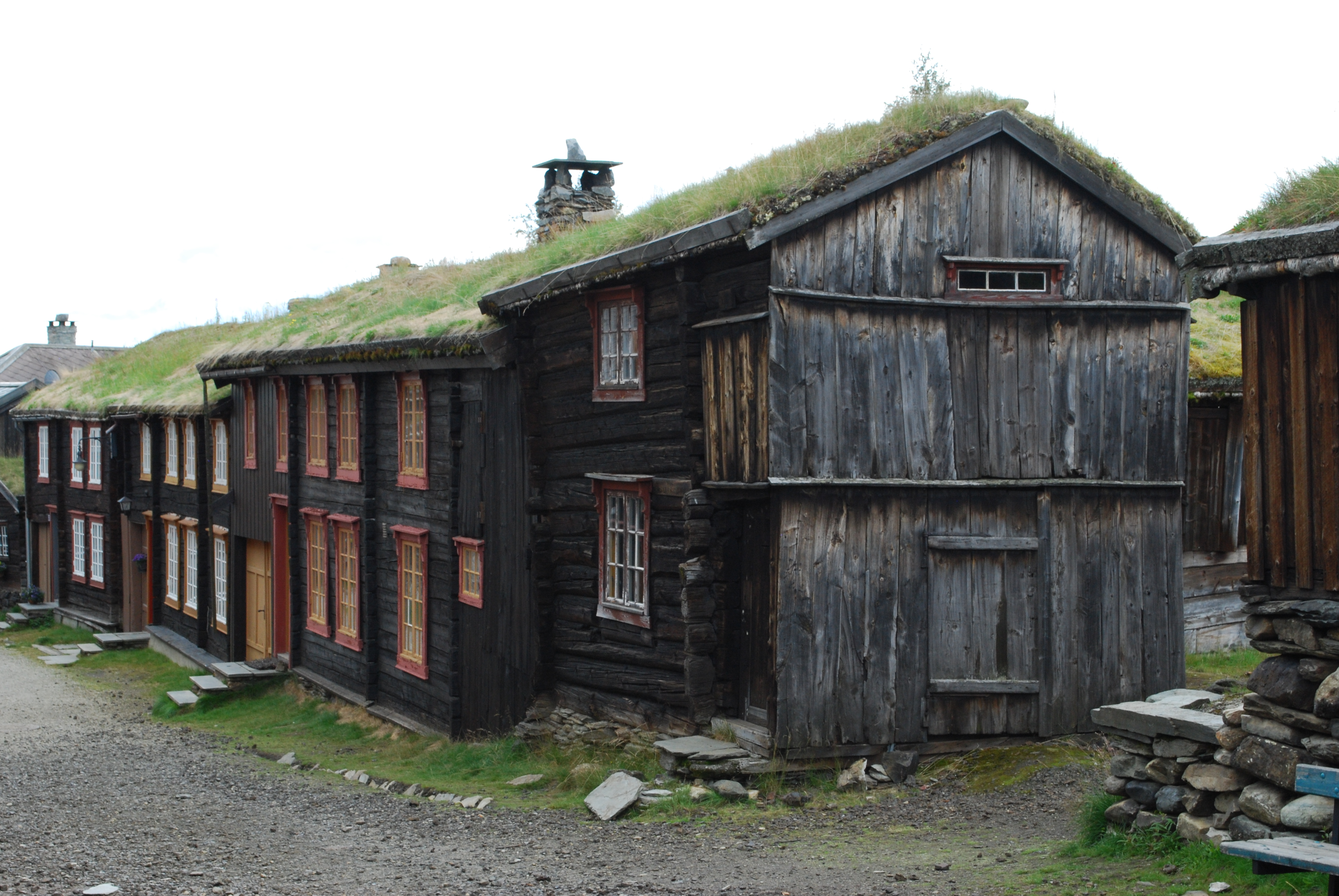
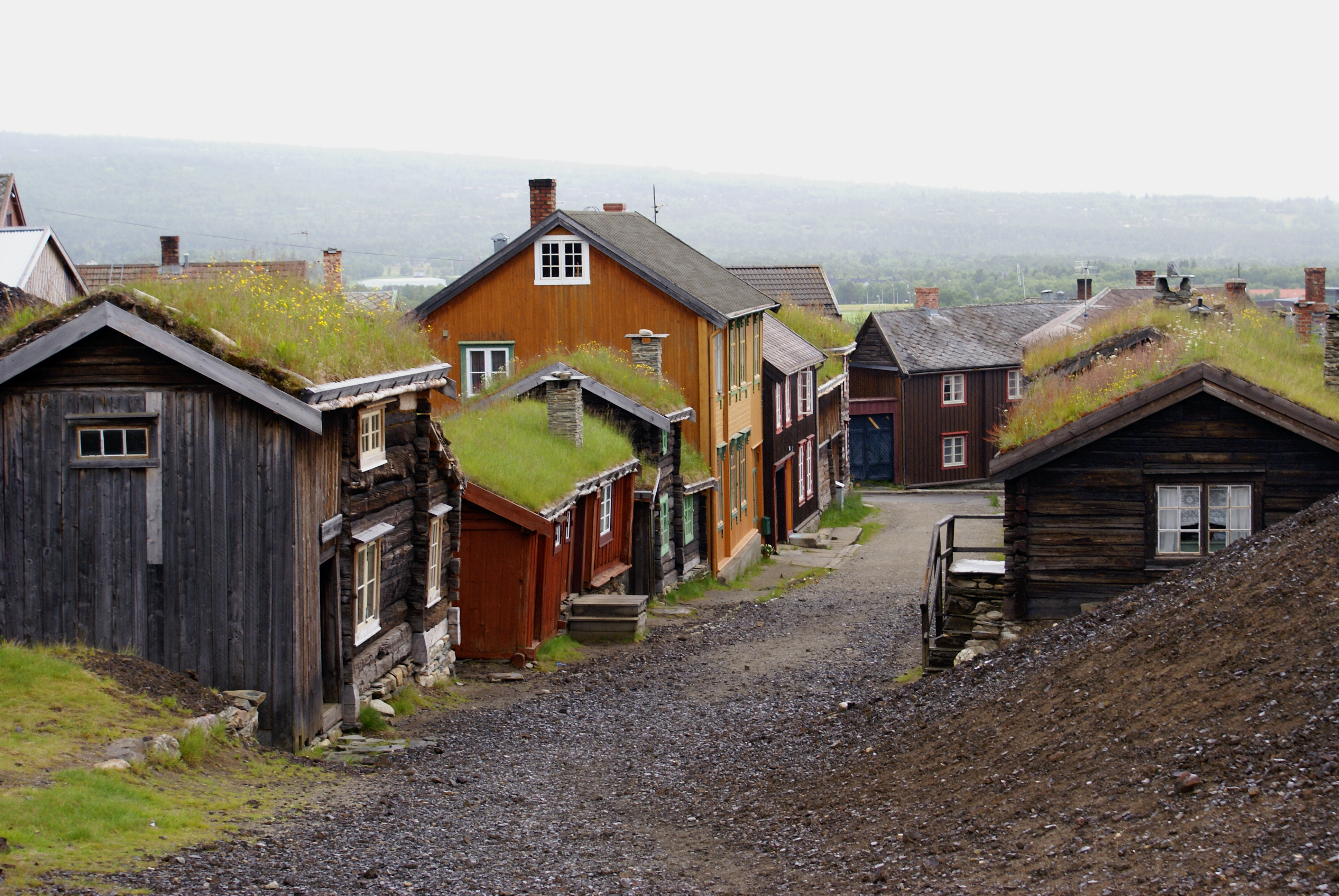
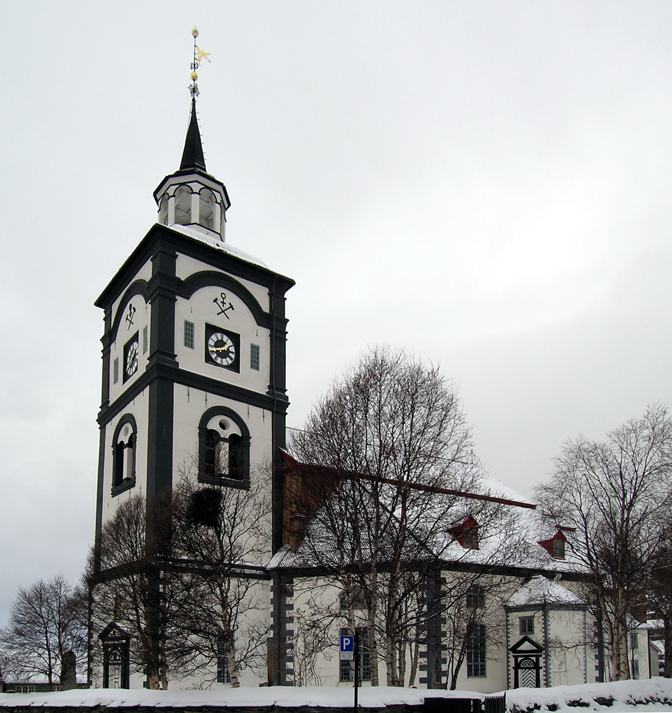